# Дитионат никеля(II)
Дитионат никеля(II) — неорганическое соединение,
соль никеля и дитионовой кислоты
с формулой NiS2O6,

растворяется в воде,
образует кристаллогидраты — зелёные кристаллы.

## Получение
- Обменная реакция сульфата никеля(II) и дитионата бария:

{\displaystyle {\mathsf {NiSO_{4}+BaS_{2}O_{6}\ {\xrightarrow {}}\ NiS_{2}O_{6}+BaSO_{4}\downarrow }}}

## Физические свойства
Дитионат никеля(II) образует кристаллы.
Растворяется в воде, этаноле и метаноле.
Образует кристаллогидрат состава NiS2O6 · 6H2O — зелёные кристаллы
триклинной сингонии,
пространственная группа P 1,
параметры ячейки a = 0,643 нм, b = 0,648 нм, c = 0,676 нм, α = 103,23° β = 96,7° γ = 96,5°.
С аммиаком образует аддукты вида NiS2O6 · 6NH3.

## Химические свойства
- Кристаллогидрат при нагревании теряет воду с разложением[3]:

{\displaystyle {\mathsf {NiS_{2}O_{6}\cdot 6H_{2}O\ {\xrightarrow {130-135^{o}C}}\ NiSO_{4}+SO_{2}+6H_{2}O}}}